# Gandolfo (conte di Piacenza)
Gandolfo (IX secolo – X secolo) è stato un politico italiano, conte di Piacenza nella prima metà del X secolo.

## Biografia
Era figlio di Gamenulfo, gastaldo di origine franca attivo nel comitatus di Piacenza nella seconda metà del IX secolo. Questi, forse consanguineo dell'omonimo vescovo di Modena, fu attivo in ambito prettamente locale e anche le parentele da lui create si limitarono al proprio nucleo sociale: il nome del figlio, in particolare, risulta lo stesso di un altro gastaldo di stanza a Reggio Emilia.
Gandolfo, d'altro canto, ebbe una posizione molto più prestigiosa e lo si capisce sin dalla sua prima attestazione, del 2 giugno 907: in quel giorno sottoscrisse a Pavia, capitale del Regnum Italicum, una concessione dell'abate di Nonantola a Lamberto, vassallo del marchese d'Ivrea Adalberto. Il documento risulta assai interessante perché datato secondo gli anni del regno di Berengario e dimostra quindi come Adalberto, un tempo fedele a Ludovico III di Provenza, si fosse riappacificato con il sovrano. Inoltre, il fatto che Gandolfo si trovasse nella capitale e la sua vicinanza alle cerchie di Adalberto dimostrano come l'intera città di Piacenza fosse definitivamente passata al fianco del re, il quale nel 905 vi aveva insediato, in qualità di conte, il proprio cognato Wilfredo II.
Nel 918 Gandolfo ricompare con il titolo vassallo imperiale, altra dimostrazione della sua fedeltà a Berengario.
La sua carriera subì una forte accelerazione sotto Ugo di Provenza, che salì al trono nel 926. Nell'estate del 929 Raginerio, conte di Piacenza, chiamato a rispondere alle accuse di usurpazione di beni dell'abbazia di Bobbio, tentò la fuga ma si ferì cadendo da cavallo. Certamente in seguito a questo episodio, Gandolfo fu chiamato a succedergli; risulta ricoprire tale carica sin dal luglio 930.
Infatti, dopo l'assassinio di Berengario (927) e la fomentata dai giudici Walperto e Gezone-Everardo (927), Ugo preferì sostituire le personalità più potenti con altre di rango inferiore ma fedeli al sovrano. Si spiega così la nomina di Gandolfo, ma anche quelle di Milone a Verona e di Maginfredo a Parma.
L'ascesa di Gandolfo fu favorita anche negli anni successivi, dato che nell'aprile 931 risultava fregiarsi del titolo di marchese. Dopo questa attestazione, tuttavia, il suo nome scompare completamente dalle fonti.
Dopo un periodo di vacanza, nel 962 Ottone I nominò suo successore Riprando, che ne aveva sposato una parente. Da quest'ultimo discesero i Gandolfingi-da Palazzo che, radicatisi a Verona, furono protagonisti della storia comunale di quella città.
Per quanto riguarda suoi possedimenti fondiari, Gandolfo si spartì le eredità paterne con il fratello Gamenulfo (attestato nell'892), ricevendo quelle localizzate nell'Oltrepò Pavese, a Ziano Piacentino e Rossago. Si preoccupò poi di espanderle, non senza danneggiare gli antichi proprietari tra cui l'abbazia di Bobbio, alla quale tuttavia restituì quanto sottratto prima che si svolgesse il processo contro il conte Raginerio. I beni passarono poi al figlio Bosone, il quale li utilizzò per estendere il proprio dominio nella zona ovest della contea, dal Po agli Appennini, facendo base nel castello di Nibbiano; sul finire degli anni 1020 le proprietà pervennero in gran parte agli Obertenghi grazie a una politica matrimoniale che li aveva imparentati con i suoi discendenti.